# Raionul Razdelnaia, județul Tiraspol
Raionul Razdelnaia a fost unul din cele patru raioane ale județului Tiraspol din Guvernământul Transnistriei între 1941 și 1944.